# Kahraba
Mahmoud Abdel-Moneim (13 april 1994) – voetbalnaam Kahraba – is een Egyptisch voetballer, die bij voorkeur als offensieve middenvelder speelt. Hij speelt sinds 2015 bij het Egyptische Al-Zamalek, dat circa €750.000,- voor hem betaalde. In 2013 maakte Kahraba zijn debuut in het Egyptisch voetbalelftal.

## Clubcarrière
Kahraba debuteerde in 2011 voor ENPPI Club in de Egyptische Premier League tegen Wadi Degla (3–3 gelijkspel). Hij speelde 61 minuten, waarna hij door Mohamed Abou El Ala werd vervangen. Tijdens het seizoen 2013/14, op 8 augustus, werd hij uitgeleend aan het Zwitserse FC Luzern. Aldaar maakte hij zijn debuut in de Zwitserse competitie op 24 augustus tegen FC Basel (1–1 gelijkspel); hij verving in de 72ste minuut Michel Renggli. Bij Basel speelden Kahraba's landgenoten Mohamed Salah en Mohamed Elneny. Op 5 oktober 2013 maakte hij zijn eerste doelpunt in de Zwitserse Super League tegen FC Zürich. Kahraba keerde in maart 2014 terug bij ENPPI; drie maanden later werd hij opnieuw verhuurd, nu aan Grasshopper Club Zürich. Aldaar speelde hij elf competitiewedstrijden, waarin hij tweemaal trefzeker was. In januari 2015 keerde Kahraba terug in Egypte. Daar maakte hij in de competitiewedstrijd tegen Al-Zamalek op 8 februari het eerste doelpunt (1–1 gelijkspel). Na afloop van het duel kwamen in een confrontatie tussen de politie en supporters van Zamelek zeker vijfentwintig mensen om het leven. De Egyptische voetbalbond zette per direct de competitie stil, waardoor Kahraba zonder werk kwam te zitten.
In augustus 2015 tekende hij een contract voor 5 jaar bij Al-Zamalek, de kampioen van het voorgaande jaar. De club betaalde circa €750.000,- voor de middenvelder.

## Interlandcarrière
Kahraba won met Egypte het Afrikaans jeugdkampioenschap in maart 2013. In totaal maakte hij tien doelpunten in vijfentwintig wedstrijden voor het Egyptisch elftal onder 20. Op 10 september 2013 maakte hij zijn debuut in het Egyptisch voetbalelftal in een kwalificatiewedstrijd voor het wereldkampioenschap voetbal 2014 tegen Guinee. Kahraba viel na de rust in bij een 1–1 stand. Egypte won de wedstrijd uiteindelijk met 4–2.